# Dima evritaniensis
Dima evritaniensis (лат.) — вид жуков-щелкунов (Elateridae) из подсемейства Dendrometrinae.

## Распространение
Встречается в Южной Европе: Греция (Evritania: Panetoliko Mts., Timfristos Mts).

## Описание
Взрослый жук имеет длину от 11,3 до 13,5 мм и ширину около 5 мм. Переднеспинка с плотной пунктировкой и длинными полуотстоящими волосками по бокам. Основная окраска тела коричневая. Видовое название (evritaniensis) происходит от места обнаружения типовой серии (Evritania). Сходен с видом Dima fthiotidensis Schimmel & Platia, 2008.